# Naasens
Els Naasens (de l'hebreu נָחָשׁ na'asch = serp) eren una branca dels ofites, una secta gnòstica, activa durant el segle ii.
Segons Hipòlit de Roma, els naasens veneraven la serp als seus temples i la posaven com a principi cosmogònic. L'atribut de la serp era el bé, i la seva obra la bellesa. Afirmaven que havien rebut les seves creences de Mariamne, un deixeble de Jaume el Just. El fet que conservin un nom hebreu pot representar que va aparèixer als inicis de les creences gnòstiques. Hipòlit els considera els primers gnòstics, i diu que van sondejar les profunditats del coneixement. La concepció de la serp com a principi benèfic té arrels en la teologia mística grega, on la Pítia és representada amb una serp damunt dels genolls. La serp pels grecs tenia qualitats profètiques i tant Cassandra com Melamp van aconseguir els seus poders a través de les serps. La volguda separació amb les concepcions jueves que consideraven la serp com un ens negatiu (enganya a Eva al Paradís, és el Leviatan…) van fer que es glorifiqués la serp.
Els Naasens tenien alguns llibres propis. Hipòlit de Roma comenta que contenien discursos de Jaume, el germà de Jesús. Les orientacions eren de caràcter místic, filosòfic, devocional i exegètic, i no feien una exposició cosmològica. Els llibres dels naasens contenien himnes on descrivien les seves creences i alguns que van ser utilitzats pels cristians ortodoxos. També utilitzaven llibres apòcrifs, el més conegut dels quals seria l'Evangeli de Tomàs.
Relacionaven l'"aigua sobre el firmament" del Gènesi amb l'"aigua viva" de l'Evangeli de Joan, i es proclamaven els únics cristians, perquè tot i que e consideraven membres de la comunitat cristiana, se situaven a un nivell superior degut al seu "coneixement".
Era una secta rigorosament cristiana que es basava en els seus principis amb l'Antic Testament.